# Château de La Tour-de-Trême
Le château de La Tour-de-Trême est un ancien château dont il ne subsiste qu'une tour, situé à La Tour-de-Trême dans la commune de Bulle, au sein du district de la Gruyère dans le canton suisse de Fribourg.

## Histoire
Le bourg fortifié et le château de La Tour-de-Trême sont fondés par les comtes de Gruyères, en guise d'avant-poste. La Trême fait en effet office de frontière avec le territoire de Bulle, qui appartient, elle, à l'évêque de Lausanne. L'appellation Turris de Trema est attestée en 1271 et témoigne de l'existence d'une tour à cette époque déjà.
Entre 1310 et 1328, une ville neuve est édifiée. En 1349, lors de la guerre d'Everdes, le château de La Tour-de-Trême est incendié par les troupes bernoises après avoir été mises en échec par les troupes de Gruyères à la forêt de Sautaux. Seule la tour carrée est préservée, bien qu'il subsiste notamment jusqu'en 1899 des vestiges de l'ancien rempart avec une meurtrière dans le quartier de la Casa. La tour mesure actuellement 13 mètres de haut et ne s'élevait sans doute guère plus haut à l'origine. L'espace intérieur mesure 3 mètres sur 4,2 mètres, en raison des murs d'une épaisseur de près de 2 mètres. 
En 1451, un témoignage confirme que le château n'a pas été reconstruit et est en ruines. En 1555, la ville passe aux mains de Fribourg. Le 26 mars 1683, le Conseil de Fribourg autorise la commune à placer une horloge sur la tour, sans doute détruite lors de l'incendie de 1807 qui détruit la toiture de la tour. À la suite de l'incendie de 1807, l'État de Fribourg cède la tour à la commune. Un clocheton est placé sur le toit pour abriter la cloche de l'horloge.
L'inventaire suisse des biens culturels d'importance nationale et régionale référence la tour en tant qu'objet B - bien culturel d'importance régionale - avec le numéro KGS 2332[réf. souhaitée].